# Elacatis identatus
Elacatis identatus is een keversoort uit de familie platsnuitkevers (Salpingidae). De wetenschappelijke naam van de soort werd in 1938 gepubliceerd door Maurice Pic.